# Dumitru Colori
Dumitru Colori (n. 4 aprilie 1861 - d. ?) a fost unul dintre generalii Armatei României din Primul Război Mondial. 
A îndeplinit funcția de comandant de divizie de infanterie în campania anului 1916.

## Cariera militară
După absolvirea școlii militare de ofițeri cu gradul de sublocotenent, Dumitru Colori a ocupat diferite poziții în cadrul unităților de infanterie, cele mai importante fiind cele de comandant de batalion în Regimentul 12 Infanterie și comandant al Regimentului 29 Infanterie.
În perioada Primului Război Mondial, a îndeplinit funcțiile de: comandant al Brigăzii 4 Mixtă, în perioada 14/27 august - 20 octombrie/3 noiembrie 1916, comandant al Diviziei 14 Infanterie, în perioada 20 octombrie/3 noiembrie - 21 noiembrie/4 decembrie 1916 și comandant al Diviziei 13/14 Infanterie în perioada 21 noiembrie/4 decembrie - 5/18 decembrie 1916.

## Decorații
- Ordinul „Steaua României”, în grad de ofițer (1912)
- Ordinul „Coroana României”, în grad de comandor (1909)[1]:p. 435